# Cadarcet
Cadarcet est une commune française, située au centre du département de l'Ariège, en région Occitanie. Sur le plan historique et culturel, la commune fait partie du Couserans, pays aux racines gasconnes structuré par le cours du Salat.
Exposée à un climat océanique altéré, elle est drainée par le ruisseau d'Aujole, le ruisseau d'Argentat et par divers autres petits cours d'eau. Incluse dans le parc naturel régional des Pyrénées ariégeoises, la commune possède un patrimoine naturel remarquable composé de cinq zones naturelles d'intérêt écologique, faunistique et floristique.
Cadarcet est une commune rurale qui compte 214 habitants en 2022, après avoir connu un pic de population de 859 habitants en 1831. Elle fait partie de l'aire d'attraction de Foix. Ses habitants sont appelés les Cadarcetois ou Cadarcetoises.

## Géographie

### Localisation
- 1Carte dynamique
- 2Carte OpenStreetMap
- 3Carte topographique
- 4Carte avec les communes environnantes

La commune de Cadarcet se trouve dans le département de l'Ariège, en région Occitanie.
Commune des Pyrénées située dans le massif du Plantaurel. La commune est incluse dans le parc naturel régional des Pyrénées ariégeoises.
Elle se situe à 10 km à vol d'oiseau de Foix, préfecture du département, à 29 km de Saint-Girons, sous-préfecture, et à 6 km de La Bastide-de-Sérou, bureau centralisateur du canton du Couserans Est dont dépend la commune depuis 2015 pour les élections départementales.
La commune fait en outre partie du bassin de vie de Foix.
Les communes les plus proches sont : 
Montels (2,3 km), Baulou (2,8 km), Alzen (3,3 km), Saint-Martin-de-Caralp (4,4 km), Cazaux (4,7 km), Serres-sur-Arget (5,0 km), Loubens (5,3 km), Suzan (5,3 km).
Sur le plan historique et culturel, Cadarcet fait partie du Couserans, pays aux racines gasconnes structuré par le cours du Salat (affluent de la Garonne), que rien ne prédisposait à rejoindre les anciennes dépendances du comté de Foix.

### Communes limitrophes
Les communes limitrophes sont Aigues-Juntes, Alzen, La Bastide-de-Sérou, Baulou, Montels, Saint-Martin-de-Caralp et Serres-sur-Arget.
| La Bastide-de-Sérou | Aigues-Juntes    |                        |
| Montels             | Cadarcet         | Baulou                 |
| Alzen               | Serres-sur-Arget | Saint-Martin-de-Caralp |

### Géologie et relief
La commune est située principalement dans les Pyrénées, une chaîne montagneuse jeune, érigée durant l'ère tertiaire (il y a 40 millions d'années environ), en même temps que les Alpes. Elle est marquée par le front du chevauchement frontal nord-pyrénéen qui la traverse d'est en ouest, séparant la Zone nord-pyrénéenne (ZNP) au sud de la Zone sous-pyrénéenne (ZSP) au nord, qui constitue la frange sud du Bassin aquitain. Les terrains affleurants sur le territoire communal sont constitués de roches sédimentaires datant pour certaines du Cénozoïque, l'ère géologique la plus récente sur l'échelle des temps géologiques, débutant il y a 66 millions d'années, et pour d'autres du Mésozoïque, anciennement appelé Ère secondaire, qui s'étend de −252,2 à −66,0 Ma. La structure détaillée des couches affleurantes est décrite dans les feuilles « n°1057 - Pamiers » et « n°1075 - Foix » de la carte géologique harmonisée au 1/50 000ème du département de l'Ariège, et leurs notices associées,.
La superficie cadastrale de la commune publiée par l’Insee, qui sert de références dans toutes les statistiques, est de 11,01 km2,. La superficie géographique, issue de la BD Topo, composante du Référentiel à grande échelle produit par l'IGN, est quant à elle de 11,08 km2. Son relief est particulièrement découpé puisque la dénivelée maximale atteint 531 mètres. L'altitude du territoire varie entre 386 m et 917 m.

### Hydrographie

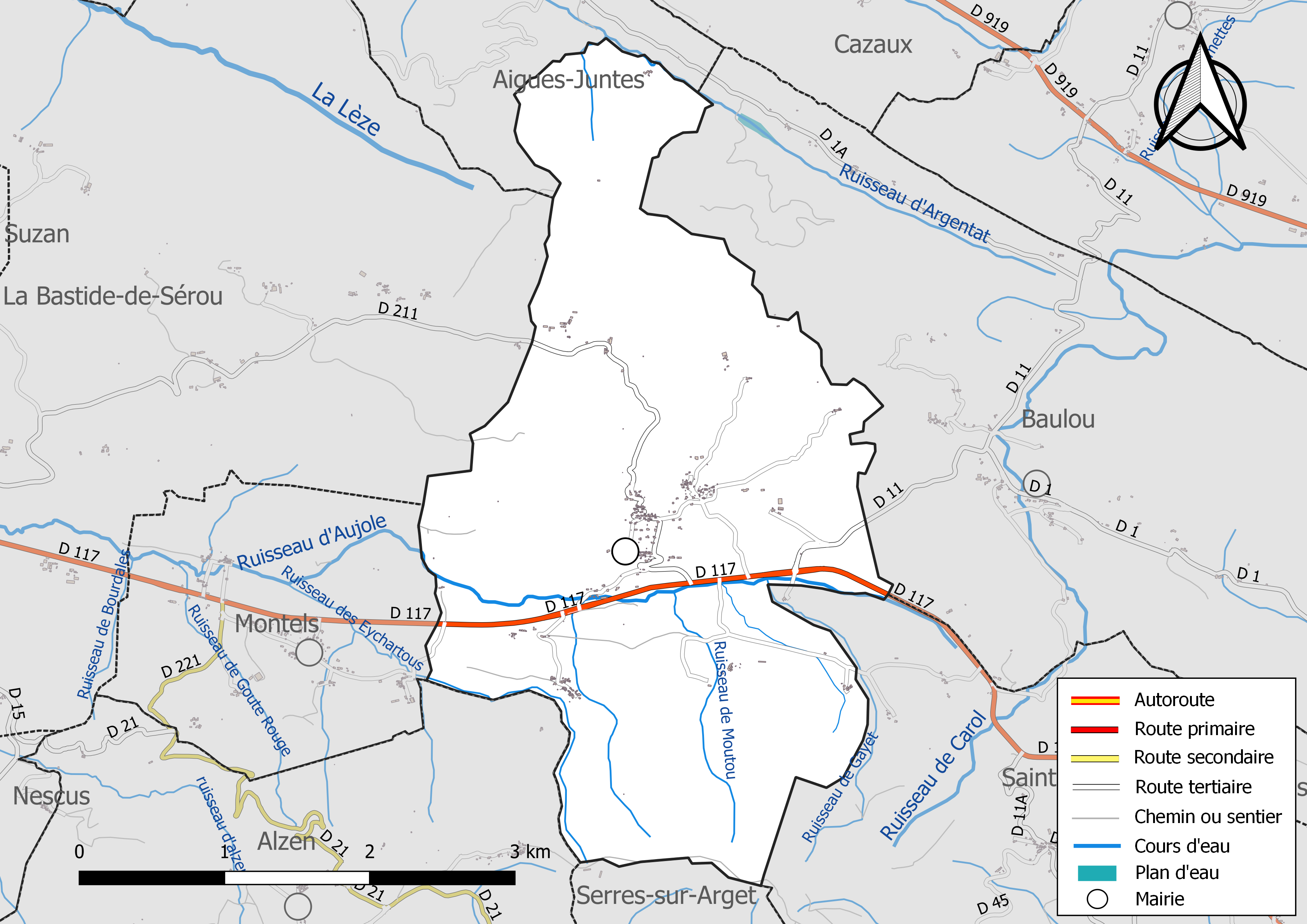
Réseaux hydrographique et routier de Cadarcet.

La commune est dans le bassin versant de la Garonne, au sein du bassin hydrographique Adour-Garonne. Elle est drainée par le ruisseau d'Aujole, le ruisseau d'Argentat, le ruisseau de Gayet, le ruisseau de Moutou, le ruisseau des Eychartous et par divers petits cours d'eau, constituant un réseau hydrographique de 12 km de longueur totale,.
Le ruisseau d'Aujole, d'une longueur totale de 11,5 km, prend sa source dans la commune de Saint-Martin-de-Caralp et s'écoule d'est en ouest. Il traverse la commune et se jette dans l'Arize à La Bastide-de-Sérou, après avoir traversé 4 communes.

### Climat
Pour des articles plus généraux, voir Climat de l'Occitanie et Climat de l'Ariège.
En 2010, le climat de la commune est de type climat océanique altéré, selon une étude s'appuyant sur une série de données couvrant la période 1971-2000. En 2020, Météo-France publie une typologie des climats de la France métropolitaine dans laquelle la commune est exposée à un climat de montagne et est dans la région climatique Pyrénées centrales, caractérisée par une pluviométrie annuelle de 1 000 à 1 200 mm.
Pour la période 1971-2000, la température annuelle moyenne est de 11,6 °C, avec une amplitude thermique annuelle de 15,4 °C. Le cumul annuel moyen de précipitations est de 911 mm, avec 9,8 jours de précipitations en janvier et 6,5 jours en juillet. Pour la période 1991-2020, la température moyenne annuelle observée sur la station météorologique la plus proche, située sur la commune de La Bastide-de-Sérou à 6 km à vol d'oiseau, est de 11,9 °C et le cumul annuel moyen de précipitations est de 1 091,0 mm,. Pour l'avenir, les paramètres climatiques de la commune estimés pour 2050 selon différents scénarios d'émission de gaz à effet de serre sont consultables sur un site dédié publié par Météo-France en novembre 2022.

### Milieux naturels et biodiversité

#### Espaces protégés
La protection réglementaire est le mode d’intervention le plus fort pour préserver des espaces naturels remarquables et leur biodiversité associée,.
La commune fait partie du parc naturel régional des Pyrénées ariégeoises, créé en 2009 et d'une superficie de 245 973 ha, qui s'étend sur 138 communes du département. Ce territoire unit les plus hauts sommets aux frontières de l’Andorre et de l’Espagne (la Pique d'Estats, le mont Valier, etc) et les plus hautes vallées des avants-monts, jusqu’aux plissements du Plantaurel.

#### Zones naturelles d'intérêt écologique, faunistique et floristique
L’inventaire des zones naturelles d'intérêt écologique, faunistique et floristique (ZNIEFF) a pour objectif de réaliser une couverture des zones les plus intéressantes sur le plan écologique, essentiellement dans la perspective d’améliorer la connaissance du patrimoine naturel national et de fournir aux différents décideurs un outil d’aide à la prise en compte de l’environnement dans l’aménagement du territoire.
Trois ZNIEFF de type 1 sont recensées sur la commune :
- l'« Arize et affluents en aval de Cadarcet » (379 ha), couvrant 21 communes dont 18 dans l'Ariège et 3 dans la Haute-Garonne[29] ;
- « le Plantaurel : du Mas d'Azil à l'Ariège » (15 850 ha), couvrant 26 communes du département[30],
- le « massif de l'Arize, versant nord » (12 354 ha), couvrant 23 communes du département[31] ;

et deux ZNIEFF de type 2, : 
- « le Plantaurel » (42 116 ha), couvrant 72 communes dont 68 dans l'Ariège, 2 dans l'Aude et 2 dans la Haute-Garonne[32] ;
- le « massif de l'Arize » (42 110 ha), couvrant 40 communes du département[33].

Carte des ZNIEFF de type 1 et 2 à Cadarcet.
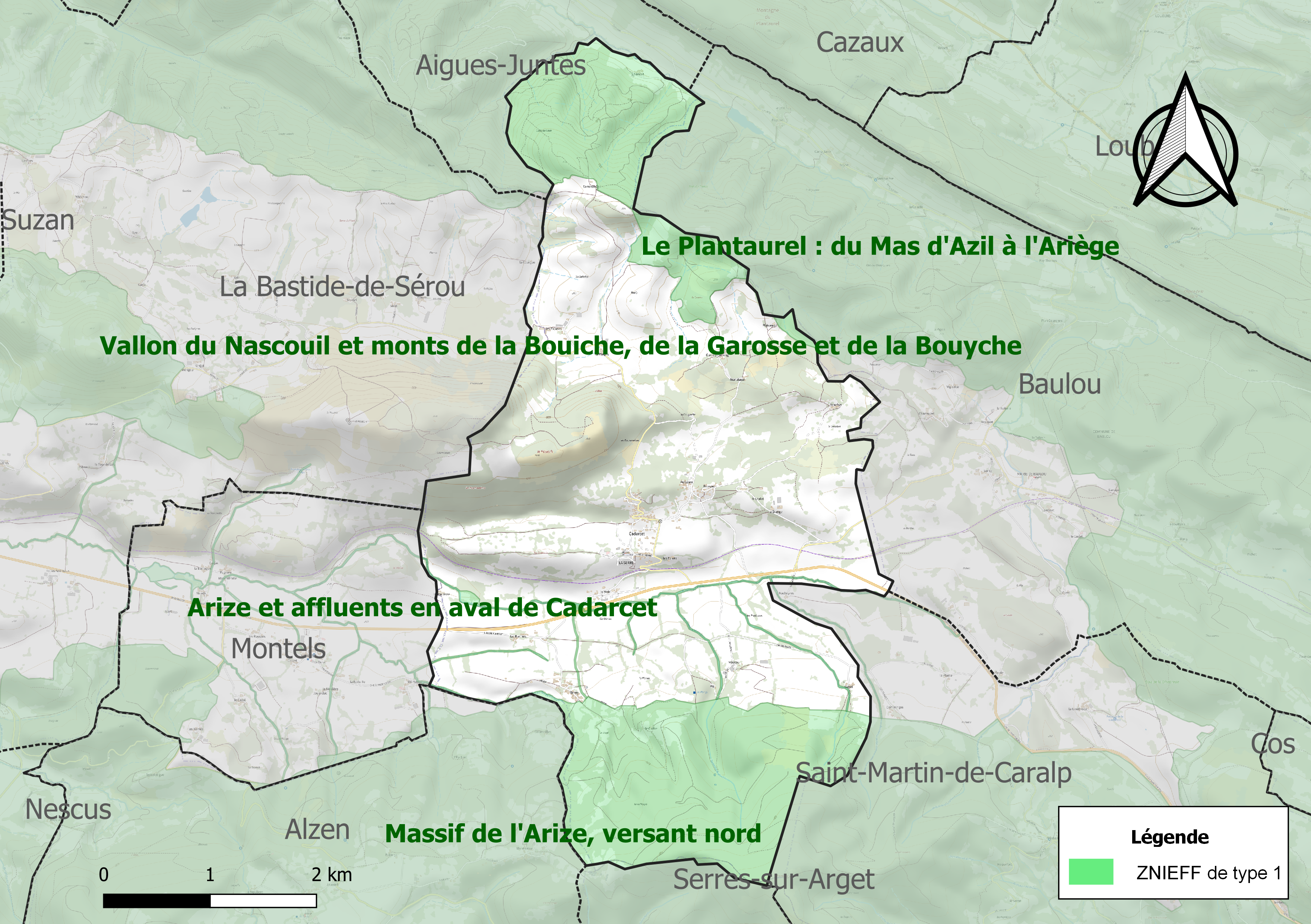
Carte des ZNIEFF de type 1 sur la commune.
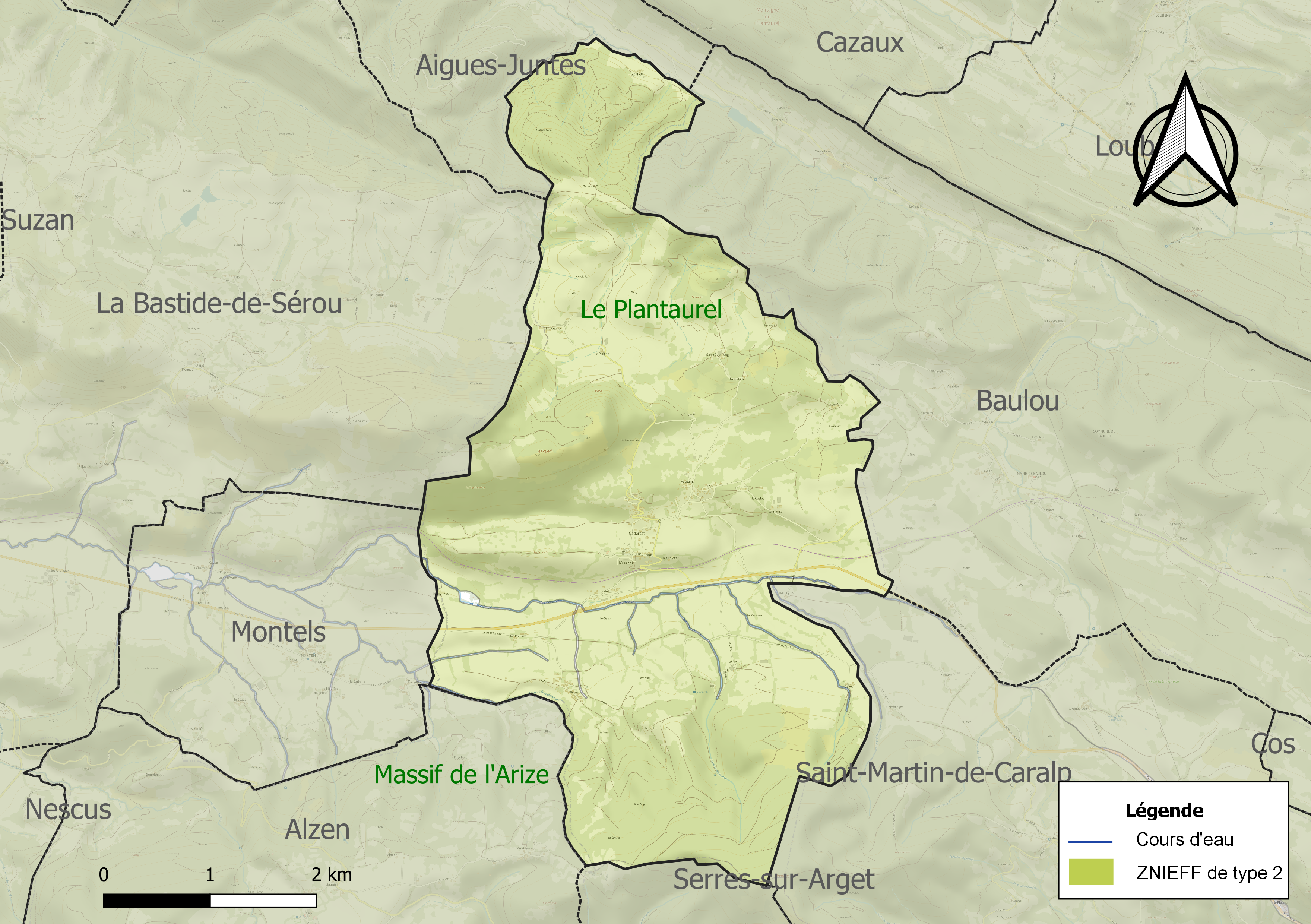
Carte des ZNIEFF de type 2 sur la commune.

## Urbanisme

### Typologie
Au 1er janvier 2024, Cadarcet est catégorisée commune rurale à habitat très dispersé, selon la nouvelle grille communale de densité à 7 niveaux définie par l'Insee en 2022.
Elle est située hors unité urbaine. Par ailleurs la commune fait partie de l'aire d'attraction de Foix, dont elle est une commune de la couronne,. Cette aire, qui regroupe 38 communes, est catégorisée dans les aires de moins de 50 000 habitants,.

### Occupation des sols

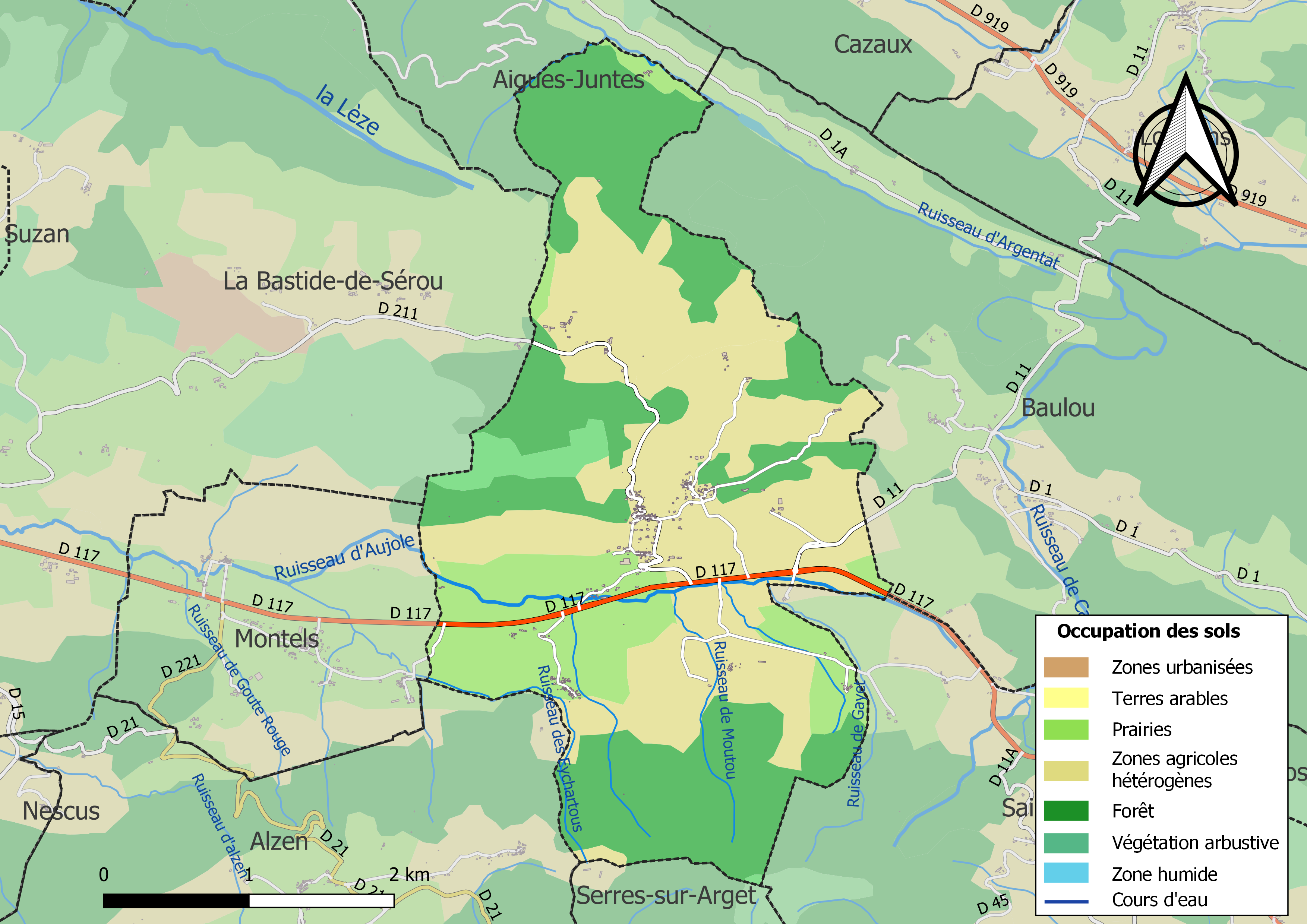
Carte des infrastructures et de l'occupation des sols de la commune en 2018 (CLC).

L'occupation des sols de la commune, telle qu'elle ressort de la base de données européenne d’occupation biophysique des sols Corine Land Cover (CLC), est marquée par l'importance des territoires agricoles (60,5 % en 2018), une proportion sensiblement équivalente à celle de 1990 (59,7 %). La répartition détaillée en 2018 est la suivante : 
zones agricoles hétérogènes (43,4 %), forêts (36,9 %), prairies (17,1 %), milieux à végétation arbustive et/ou herbacée (2,5 %). L'évolution de l’occupation des sols de la commune et de ses infrastructures peut être observée sur les différentes représentations cartographiques du territoire : la carte de Cassini (XVIIIe siècle), la carte d'état-major (1820-1866) et les cartes ou photos aériennes de l'IGN pour la période actuelle (1950 à aujourd'hui).

### Hameaux et lieux-dits
Berny, Fourest, Gayet, Guerredoumenc, Lamolle, Lasfajanes, Pérazam, Ponsou, Serre de Cor, la Serre…
Berny, hameau de la commune de Cadarcet, compte 29 habitants[réf. nécessaire].

### Habitat et logement
En 2018, le nombre total de logements dans la commune était de 168, alors qu'il était de 158 en 2013 et de 153 en 2008.
Parmi ces logements, 68,8 % étaient des résidences principales, 30,6 % des résidences secondaires et 0,6 % des logements vacants. Ces logements étaient pour 92,3 % d'entre eux des maisons individuelles et pour 6,5 % des appartements.
Le tableau ci-dessous présente la typologie des logements à Cadarcet en 2018 en comparaison avec celle de l'Ariège et de la France entière. Une caractéristique marquante du parc de logements est ainsi une proportion de résidences secondaires et logements occasionnels (30,6 %) supérieure à celle du département (24,6 %) et à celle de la France entière (9,7 %). Concernant le statut d'occupation de ces logements, 75,7 % des habitants de la commune sont propriétaires de leur logement (75,9 % en 2013), contre 66,3 % pour l'Ariège et 57,5 % pour la France entière.
| Typologie                                               | Cadarcet | Ariège | France entière |
| ------------------------------------------------------- | -------- | ------ | -------------- |
| Résidences principales (en %)                           | 68,8     | 65,7   | 82,1           |
| Résidences secondaires et logements occasionnels (en %) | 30,6     | 24,6   | 9,7            |
| Logements vacants (en %)                                | 0,6      | 9,7    | 8,2            |

### Risques majeurs
Le territoire de la commune de Cadarcet est vulnérable à différents aléas naturels : inondations, climatiques (grand froid ou canicule), feux de forêts, mouvements de terrains et séisme (sismicité modérée). Il est également exposé à un risque technologique,  le transport de matières dangereuses, et à un risque particulier, le risque radon,.

#### Risques naturels

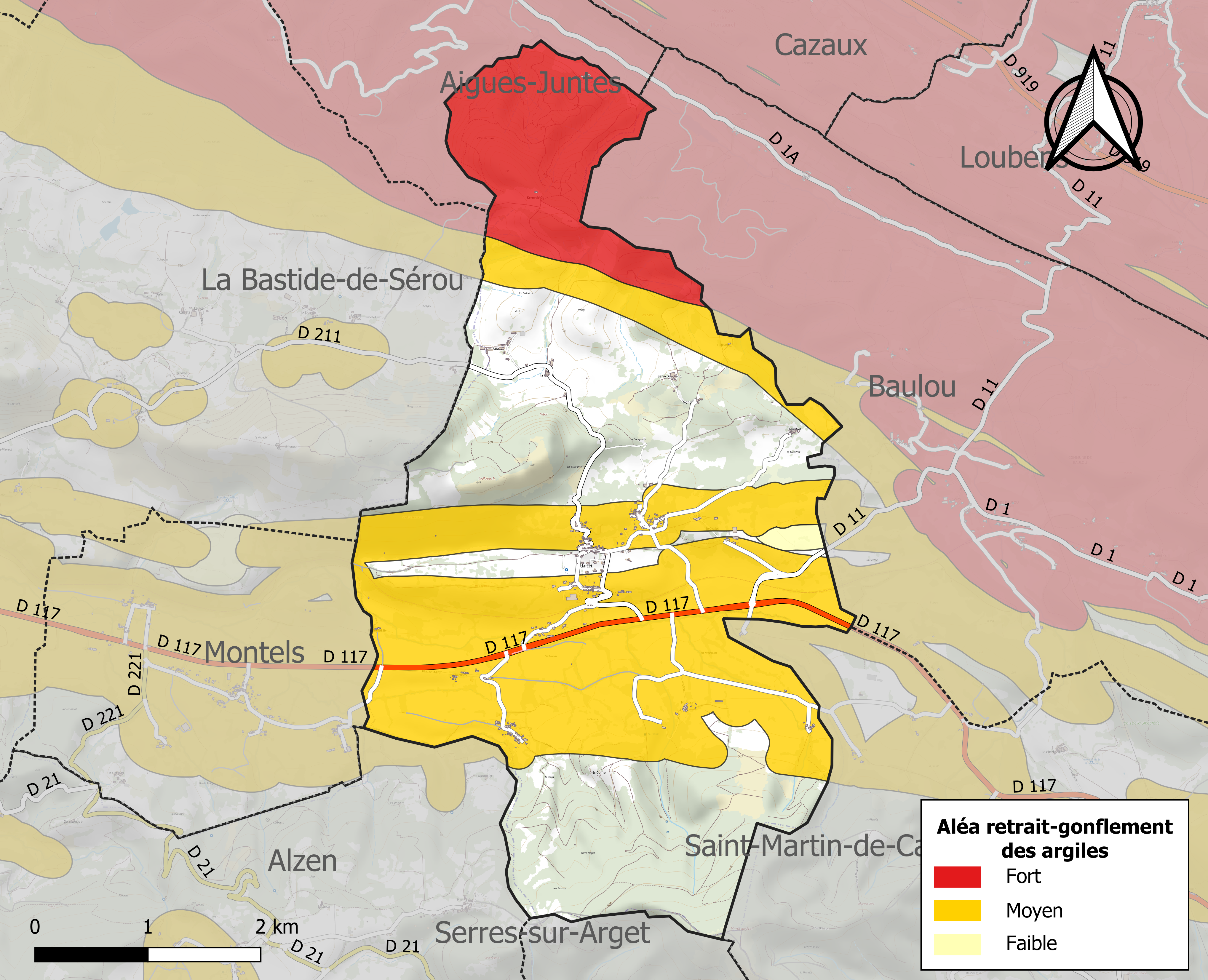
Zonage de l'aléa retrait-gonflement des argiles sur la commune de Cadarcet.

Certaines parties du territoire communal sont susceptibles d’être affectées par le risque d’inondation par débordement, crue torrentielle d'un cours d'eau, ou ruissellement d'un versant.
Les mouvements de terrains susceptibles de se produire sur la commune sont soit des chutes de blocs, soit des glissements de terrains, soit des effondrements liés à des cavités souterraines, soit des mouvements liés au retrait-gonflement des argiles. Près de 50 % de la superficie du département est concernée par l'aléa retrait-gonflement des argiles, dont la commune de Cadarcet. L'inventaire national des cavités souterraines permet par ailleurs de localiser celles situées sur la commune.

#### Risques technologiques
Le risque de transport de matières dangereuses par une infrastructure routière ou ferroviaire ou par une canalisation de transport de gaz concerne la commune. Un accident se produisant sur une telle infrastructure est en effet susceptible d’avoir des effets graves au bâti ou aux personnes jusqu’à 350 m, selon la nature du matériau transporté. Des dispositions d’urbanisme peuvent être préconisées en conséquence.

#### Risque particulier
Dans plusieurs parties du territoire national, le radon, accumulé dans certains logements ou autres locaux, peut constituer une source significative d’exposition de la population aux rayonnements ionisants. Toutes les communes du département sont concernées par le risque radon à un niveau plus ou moins élevé. Selon la classification de 2018, la commune de Cadarcet est classée en zone 3, à savoir zone à potentiel radon significatif.

## Toponymie
L'origine du nom du village est incertaine mais certaines hypothèses sont probables :
Il est possible que son étymologie vienne de « Catanum » (genévrier) ou de « Cadaxot, Caduxourt, Cadexourt ».

## Histoire

### Histoire du village
Un sarcophage romain en marbre fut retrouvé et entreposé au Musée du Louvre en 1881.
Raimond de Vernajoul reconnait l'église de Cadarcet dès 1160. Son château est cité en 1272 et portait le nom de Fort de Lilhac ou de « Serre de Corne ».
En 1390, le dénombrement du comté de Foix attribue 26 feux à Cadarcet (soit, selon la règle de Voltaire : 117 habitants). En 1896, Cadarcet comprend 145 maisons pour 147 ménages et 600 habitants. Au début du XXe siècle, deux instituteurs et un curé y exercent pour Cadarcet et la commune comporte 144 maisons.
Ouverte en 1902, la ligne ferroviaire de Foix à Saint-Girons sera fermée en 1955. Une voie verte valorisera l'ancienne emprise de la voie ferrée vers 2010.

### Passé minier
Le village Cadarcet fut habité et exploité déjà par les Romains dans l'Antiquité. En effet, le sous-sol du village est riche en plomb, en galène, en fer et en argent ; depuis cette époque, les mines et les concessions se multiplient. Ainsi, l'histoire et la prospérité de Cadarcet  est due à cette exploitation minière qui dura jusqu'au XXe siècle.
En 1906, l'exploitation de bauxite reprit sur les hauteurs du village.
En 1838, à Montcoustans, le sieur Sarrazi de Foix, mit à découvert un filon de fer hydroxydé riche et abondant mais chargé de galène cubique. Ce fer fut essayé à la forge du Mas-d'Azil, mais à chaud comme à froid, le fer était cassant, et le filon fut donc abandonné.

### Histoire politique
En décembre 1897, le président de la République Félix Faure, dissout le conseil municipal du village par décret exécuté par le ministre de l'Intérieur Louis Barthou. En effet il était constitué de deux parties opposées et numériquement égales, et aucune action ne pouvait aboutir.

## Politique et administration

### Découpage territorial
La commune de Cadarcet est membre de la communauté de communes Couserans-Pyrénées, un établissement public de coopération intercommunale (EPCI) à fiscalité propre créé le 18 novembre 2016 dont le siège est à Saint-Lizier. Ce dernier est par ailleurs membre d'autres groupements intercommunaux.
Sur le plan administratif, elle est rattachée à l'arrondissement de Saint-Girons, au département de l'Ariège, en tant que circonscription administrative de l'État, et à la région Occitanie.
Sur le plan électoral, elle dépend du canton du Couserans Est pour l'élection des conseillers départementaux, depuis le redécoupage cantonal de 2014 entré en vigueur en 2015, et de la première circonscription de l'Ariège  pour les élections législatives, depuis le redécoupage électoral de 1986.

### Liste des maires
| Période                                  | Période  | Identité         | Étiquette | Qualité  |
| ---------------------------------------- | -------- | ---------------- | --------- | -------- |
| mars 2001                                | 2014     | Michel Caujolle  |           |          |
| mars 2014                                | 2020     | Germain Jolibert | SE        | Retraité |
| mars 2020                                | En cours | Michel Bouche    | SE        |          |
| Les données manquantes sont à compléter. |          |                  |           |          |

## Démographie
L'évolution du nombre d'habitants est connue à travers les recensements de la population effectués dans la commune depuis 1793. Pour les communes de moins de 10 000 habitants, une enquête de recensement portant sur toute la population est réalisée tous les cinq ans, les populations de référence des années intermédiaires étant quant à elles estimées par interpolation ou extrapolation. Pour la commune, le premier recensement exhaustif entrant dans le cadre du nouveau dispositif a été réalisé en 2004.

En 2022, la commune comptait 214 habitants, en évolution de −5,73 % par rapport à 2016 (Ariège : +1,48 %, France hors Mayotte : +2,11 %).
| 1793 | 1800 | 1806 | 1821 | 1831 | 1836 | 1841 | 1846 | 1851 |
| ---- | ---- | ---- | ---- | ---- | ---- | ---- | ---- | ---- |
| 527  | 601  | 622  | 612  | 859  | 722  | 745  | 743  | 814  |

| 1856 | 1861 | 1866 | 1872 | 1876 | 1881 | 1886 | 1891 | 1896 |
| ---- | ---- | ---- | ---- | ---- | ---- | ---- | ---- | ---- |
| 734  | 718  | 701  | 744  | 741  | 755  | 710  | 662  | 600  |

| 1901 | 1906 | 1911 | 1921 | 1926 | 1931 | 1936 | 1946 | 1954 |
| ---- | ---- | ---- | ---- | ---- | ---- | ---- | ---- | ---- |
| 592  | 585  | 540  | 426  | 389  | 396  | 357  | 349  | 320  |

| 1962 | 1968 | 1975 | 1982 | 1990 | 1999 | 2004 | 2006 | 2009 |
| ---- | ---- | ---- | ---- | ---- | ---- | ---- | ---- | ---- |
| 256  | 220  | 197  | 197  | 167  | 215  | 220  | 224  | 234  |

| 2014 | 2019 | 2022 | - | - | - | - | - | - |
| ---- | ---- | ---- | - | - | - | - | - | - |
| 233  | 223  | 214  | - | - | - | - | - | - |

## Économie

### Revenus
En 2018, la commune compte 110 ménages fiscaux, regroupant 221 personnes. La médiane du revenu disponible par unité de consommation est de 20 560 € (19 820 € dans le département).

### Emploi
| Division       | 2008  | 2013   | 2018   |
| -------------- | ----- | ------ | ------ |
| Commune        | 6,7 % | 7,3 %  | 7,1 %  |
| Département    | 8,9 % | 11,1 % | 11,2 % |
| France entière | 8,3 % | 10 %   | 10 %   |

En 2018, la population âgée de 15 à 64 ans s'élève à 128 personnes, parmi lesquelles on compte 80,3 % d'actifs (73,2 % ayant un emploi et 7,1 % de chômeurs) et 19,7 % d'inactifs,. Depuis 2008, le taux de chômage communal (au sens du recensement) des 15-64 ans est inférieur à celui de la France et du département.
La commune fait partie de la couronne de l'aire d'attraction de Foix, du fait qu'au moins 15 % des actifs travaillent dans le pôle,. Elle compte 52 emplois en 2018, contre 37 en 2013 et 37 en 2008. Le nombre d'actifs ayant un emploi résidant dans la commune est de 98, soit un indicateur de concentration d'emploi de 52,8 % et un taux d'activité parmi les 15 ans ou plus de 56,5 %.
Sur ces 98 actifs de 15 ans ou plus ayant un emploi, 24 travaillent dans la commune, soit 25 % des habitants. Pour se rendre au travail, 84,7 % des habitants utilisent un véhicule personnel ou de fonction à quatre roues, 1 % les transports en commun, 6,1 % s'y rendent en deux-roues, à vélo ou à pied et 8,2 % n'ont pas besoin de transport (travail au domicile).

### Activités hors agriculture
18 établissements sont implantés  à Cadarcet au 31 décembre 2019.
Le secteur du commerce de gros et de détail, des transports, de l'hébergement et de la restauration est prépondérant sur la commune puisqu'il représente 22,2 % du nombre total d'établissements de la commune (4 sur les 18 entreprises implantées  à Cadarcet), contre 27,5 % au niveau départemental.

### Agriculture
La commune fait partie de la petite région agricole dénommée « Région sous-pyrénéenne ». En 2010, l'orientation technico-économique de l'agriculture  sur la commune est l'élevage de bovins, lait, élevage et viande combinés.
|                                   | 1988 | 2000 | 2010 |
| --------------------------------- | ---- | ---- | ---- |
| Exploitations                     | 22   | 13   | 11   |
| Superficie agricole utilisée (ha) | 534  | 710  | 747  |

Le nombre d'exploitations agricoles en activité et ayant leur siège dans la commune est passé de 22 lors du recensement agricole de 1988 à 13 en 2000 puis à 11 en 2010, soit une baisse de 50 % en 22 ans. Le même mouvement est observé à l'échelle du département qui a perdu pendant cette période 48 % de ses exploitations. La surface agricole utilisée sur la commune a quant à elle augmenté, passant de 534 ha en 1988 à 747 ha en 2010. Parallèlement la surface agricole utilisée moyenne par exploitation a augmenté, passant de 24 à 68 ha.

## Culture locale et patrimoine

### Fêtes
- La fête de Cadarcet, organisée par le comité des fêtes durant 3 jours, se déroule le 15 août.

### Lieux et monuments
- Église Notre-Dame-de-l'Assomption, érigée au XIIe siècle, située sur la place centrale.
- Fontaine de Laguail avec son wagonnet rappelant le passé minier.
- Monument aux morts.
- Ruine d'une tour castrale à Ponsic[57].

### Personnalités liées à la commune
- Le sculpteur Grégoire Calvet (1871-1928), y naquit

### Héraldique
| Blason | Blasonnement : Blason du village de Cadarcet reprenant le blason des comtes de Foix, en ajoutant un cerf, évoquant la faune des forêts de Cadarcet. |

## Pour approfondir